# CFL 2100
De CFL 2100 is een diesel hydraulische motorrijtuig of treinstel van het type Coradia A TER, een zogenaamde lighttrain met lagevloerdeel voor het regionaal personenvervoer voor de Luxemburgse spoorwegonderneming Chemins de fer luxembourgeois (CFL).

## Geschiedenis
Het treinstel werd ontworpen en gebouwd door fabrikant Alstom (Dietrich Ferroviaire) uit Reichshoffen (Frankrijk). De treinen werden ter vervanging van het oudere type 200 besteld.
In 2005 werden deze treinen verkocht als X 73500 aan de Société nationale des chemins de fer français (SNCF), doch genummerd in de X 73800-serie.

## Constructie en techniek
De trein is opgebouwd uit een aluminium frame met een frontdeel van GVK. Het trein heeft een lagevloerdeel. Deze treinen kunnen tot drie stuks gecombineerd rijden. De treinen zijn uitgerust met luchtvering.

## Treindiensten
De treinen werden tot december 2005 door de Chemins de fer luxembourgeois (CFL) ingezet op de volgende trajecten.
- Luxembourg - Kleinbettingen
- Kautenbach - Wiltz
- Noertzange - Rumelange
- Bettembourg - Dudelange